# Espadilla
Espadilla település Spanyolországban, Castellón tartományban. Espadilla Ayódar, Fanzara, Fuentes de Ayódar, Toga, Torrechiva és Vallat községekkel határos. Lakosainak száma 89 fő (2024).

## Népesség
A település népessége az elmúlt években az alábbi módon változott:
| Lakosok száma | 73   | 62   | 72   | 75   | 91   | 96   | 83   | 71   | 84   | 89   |
|               | 2001 | 2004 | 2006 | 2009 | 2011 | 2014 | 2016 | 2019 | 2021 | 2024 |